# 夢占い
夢占い（ゆめうらない）とは、夢に出てきた状況などを元に、現在の心理状態や近い未来の出来事などを判断する占いのことである。夢の内容には、見えない世界や無意識領域からの意味のあるメッセージが隠されているということを前提にしている。

## 概要
夢占いでは、夢の中で登場した印象的なものをシンボルとして夢の中身を解釈するものであるが、東洋と西洋では同じ内容の夢でもその解釈が異なるものがあり、解釈には、シンボルに対する一般的な知見や過去の経験則が用いられる。地域や社会によっては俗信として語り継がれているものもある（一例として「一富士二鷹三茄子」など）が著名であるが、内容の類似点からその出典の基礎になったものとして考えられるものに、真書、偽書などの諸説はあるものの、古来中国や日本に伝えられた『周公解夢全書』や『神霊感応夢判断秘蔵書』（伝、安倍晴明著）などがあり、日本での夢占いの解釈における参考書的存在や底本として用いられている例も散見される。
ただし、夢を見た人がそのシンボルに対して一般の感覚とは異なる特殊な印象を抱いていた場合は、一般的な解釈と異なる解釈が必要になる場合もある。例えば、「犬」は通常、友情の象徴であるが、夢を見た人が今までに凶暴な犬にしか出会ったことがないならば、「犬=友情」とは別の解釈を用いる場合がある。
葬式や火事など現実社会では縁起が悪い内容の夢（悪夢）を、「逆夢」として表現し、縁起直しや反対に良いことが起きる予兆とする解釈を用いる場合もあり、『周公解夢全書』の第十八篇、哀樂病死歌唱の「見人死自死者吉」や、第十九篇、佛道僧尼鬼神の「燒香禮拜皆大吉」などもこの解釈に基づくものとおもわれる。
ただし、夢がストーリー仕立てになっていたり（自分が勇者で悪いドラゴンを倒すなど）、夢を見ている時の環境に由来していたり（トイレに行きたいときにトイレに行く夢を見るなど）する場合に登場するシンボルは、夢占いの対象ではないと考えられている。
なお、『三国志』の「魏書方技伝」に登場する夢占いの達人周宣によると、夢の内容が嘘であっても夢占いは成立するといい、実際に曹丕が嘘の夢の話を周宣にしたときに占った内容が的中した話が記録に残っている。

## 夢占いの代表的なシンボルと解釈例
- 銃 - 男性器
- 靴 - 女性器
- 虎 - 虎を手なづける夢は、名声や金銭を手に入れる予兆
- 龍 - 急激な成長、飛躍、昇華。白龍は富の象徴

## 夢占いの立脚点
夢に関する初期の記述は旧約聖書の創世記に登場する。ヨーロッパでは紀元前1世紀のアルテミドロスによる夢の著作が有名である。また、東洋においても、『周公解夢全書』などが編まれたことなどからもわかるとおり、古代中国や、韓国、日本においても『古事記』、『日本書紀』をはじめ中世、江戸時代の1713年（正徳3年）『諸夢吉凶和語抄』の出版など洋の東西を問わず、夢が吉凶の予兆とされることは多かった。
大抵は、不安な夢を見た場合に不吉なことが起こるのではという感応呪術の域を出ないものであり、根拠はほとんどない。
夢を占いから学術的研究の対象にまで持ち上げ夢分析をはじめたのはジークムント・フロイトであった。彼は『民話の中の夢』をダーフィト・エルンスト・オッペンハイムと共著し、著作独: Die Traumdeutung（1899年　出版1900年　『夢判断』）は、現在でも夢占いのシンボル解釈に多く取り上げられている。そのため、精神病理学的判断を重視する立場からは、夢占いではなく夢判断などと呼ばれることがある。ただし、夢判断に登場するシンボル解釈はフロイトの個人的な解釈が多く偏っていると批判されている。
フロイトの同志で、後に袂を分かったカール・ユングは、フロイトとは異なったシンボル解釈によって独自の夢分析を行なった。
フロイトやユング以降の生理学・心理学研究の進展により、2006年現在では、夢は記憶システムの機能の一部とする見方が一般的になりつつある。
タカラトミーより望む夢を見ることのできるという玩具が発売されている。

## 関連資料
- 山田仁史「夢占と鳥占：台湾原住民と東南アジアを中心に」『台湾原住民研究』第18号、3〜26頁、2014年